# Rosário (Almodôvar)
Rosário es una freguesia portuguesa del concelho de Almodôvar, en el distrito de Beja, con 60,69 km² de superficie y 608 habitantes (2011). Su densidad de población es de 10,0 hab/km².